# الخيرالدة

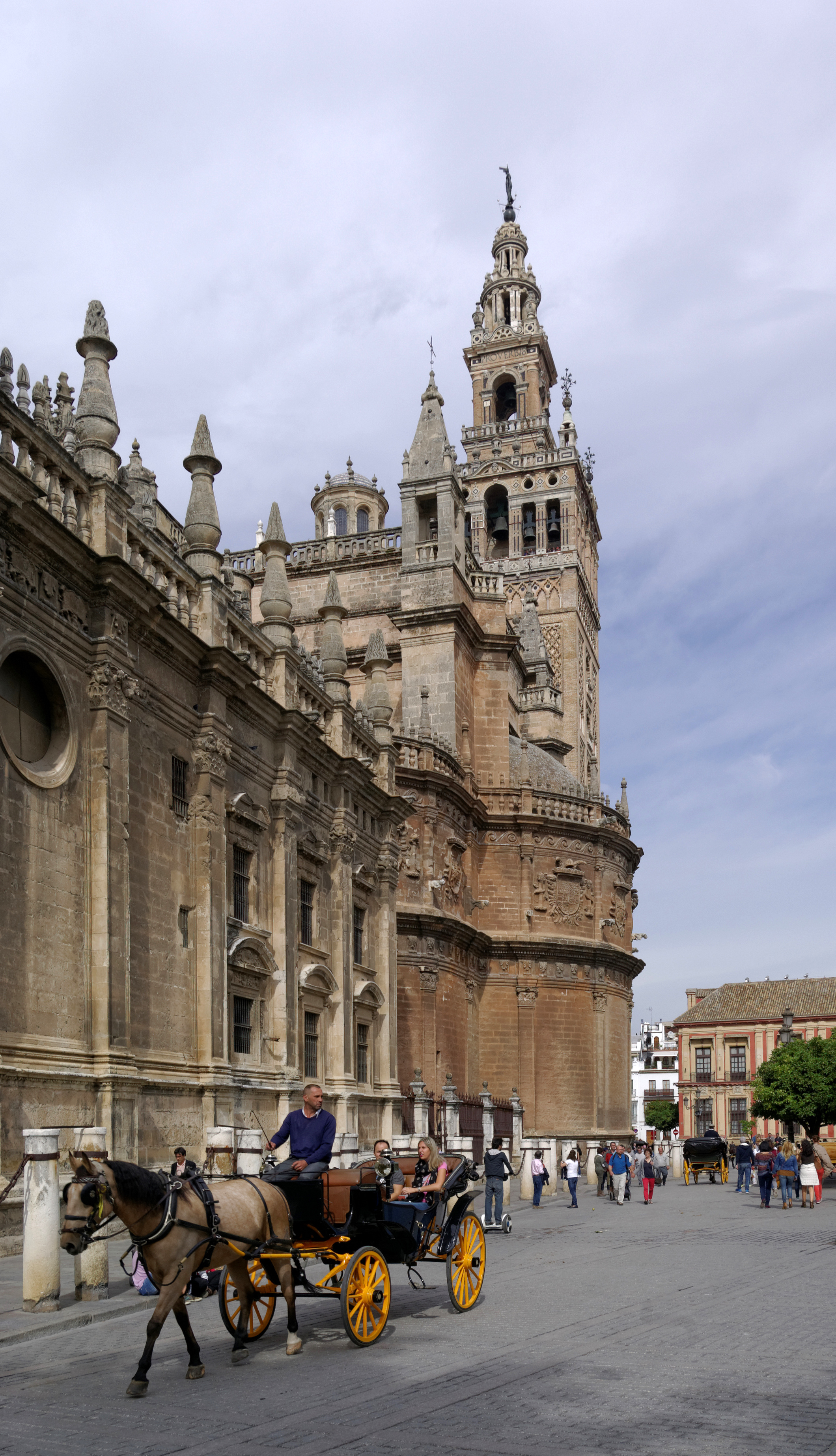
مئذنة الخيرالدة

الجيرلدة أو الخيرالدة (بالإسبانية: La Giralda)‏، هو برج قائم في إشبيلية، إسبانيا، ومن أهم معالمها. كان في السابق مئذنة في المسجد الكبير من عهد الموحدين، إلا أنه اليوم أصبح برجًا لأجراس كاتدرائية إشبيلية التي أسسها الإسبان بعد نهاية حكم  الموحدون لإشبيلية. يزورها السياح من جميع أنحاء العالم. يبلغ ارتفاع البرج 97.5 متراً، وكان عند بناءه أعلى برج في العالم. وبشكله الحالي يظهر في بناء البرج تأثير الحضارات المختلفة، بدءا من الحضارة المغربية الموحدية. تم إدراج البرج ضمن مواقع التراث الوطني الإسباني في 29 ديسمبر 1928م. وضمن مواقع التراث العالمي العام 1987.
تم ترميم المئذنة في عام 1984 والاحتفال بمرور 800 سنة على بنائها بتعاون بين المملكة الإسبانية والمملكة المغربية، ووضعت في مدخلها لوحتين تذكاريتين باللغتين الإسبانية والعربية.
بني البرج في عام 1184م بأمر من الملك أبو يوسف يعقوب المنصور الموحدي خليفة الموحدين. وقد قام البرج على أنقاض عدة مبان قديمة، منها مبان رومانية، والتي استعملت كمواد إنشائية. بنيت الخيرالدة دون أدراج ولكن بمنحدرات يبلغ عددها 35 يمكن من خلالها الصعود إلى البرج. وهذه المنحدرات عريضة بشكل كان يستطيع المؤذن أن يصعد إلى أعلى البرج وهو راكب على حصانه للنداء إلى الصلاة.
كانت المنارة مغطاة بقبة كروية مصنوعة من النحاس إلا أنها سقطت عقب زلزال ضرب المنطقة عام 1365م، فقام المسيحيون باستبدال القبة بصليب وجرس. وفي القرن السادس عشر الميلادي، قام المعماري هيرنان رويز بتصميم برج ناقوس وعلى رأسه تمثال يعبر عن العقيدة المسيحية ليحوّل المنارة إلى برج للأجراس. وضع هذا التمثال على قمة الخيرالدة عام 1568م، أربعة أمتار طولًا دون قاعدته وبها يبلغ السبعة أمتار. كان يطلق على التمثال اسم جيرالدا (أي دوارة أو محددة اتجاه الريح)، ومع مرور الوقت أصبحت المنارة تعرف بهذا الاسم، أي جيرالدا، فيما أخذ التمثال اسم جيرالديللو.
ويوجد على الجزء المجدد من المنارة نحت بحجم كبير للأحرف NO8DO، وهي شعار إشبيلية الذي كان ألفونسو العاشر من قشتالة قد أعطاه لها لما استمرت بدعم حكمه خلال فترة العصيان التي هبت بالبلاد. وترمز هذا الحروف إلى الجملة الإسبانية «no me ha dejado» والتي تعني «لم يتخلَّ عني».
يتوج البرج من الأعلى القسم السوسني الذي يحيط بالجرس، ويوجد على كل زاوية من زواياه الأربعة باقة من السوسن مصنوعة من البرونز. كما يوجد، تحت التمثال، قبة مغطاة بالنجوم.
يوجد عدد من الأبراج المشابهة لهذا البرج في العالم، كما كان يوجد نموذجان بالحجم الكامل منه في الولايات المتحدة، ما زال أحدهما قائمًا. وفي مراكش يوجد جامع الكتبية والذي كان بمثابة الأصل الذي بني على نمطه أبراج أخرى مشابهة من ضمنها الخيرالدة. وقد تم حديثا بناء مسجد الحسن الثاني بالدار البيضاء على نفس النمط أيضًا.

## بعض الصور

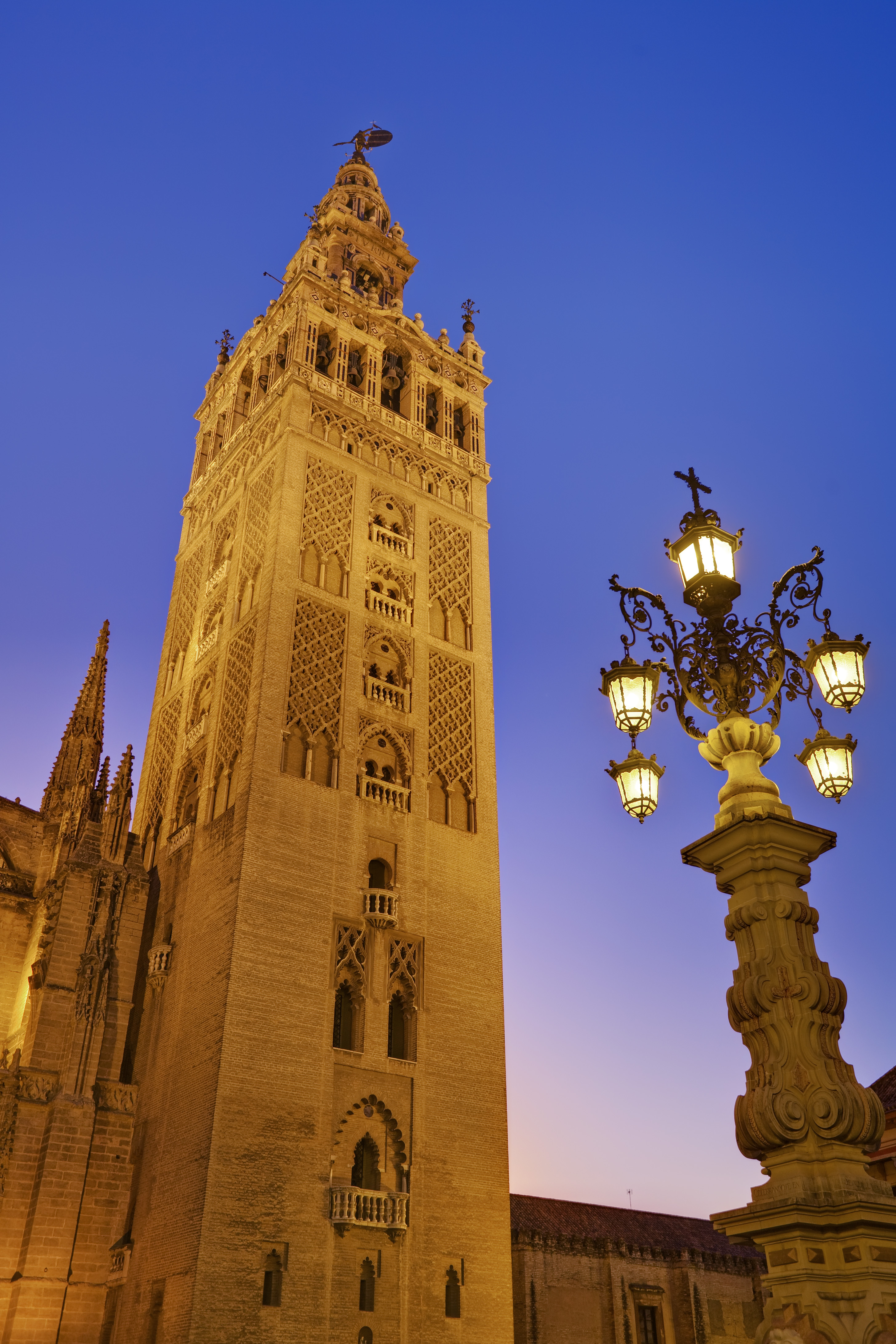
La Giralda
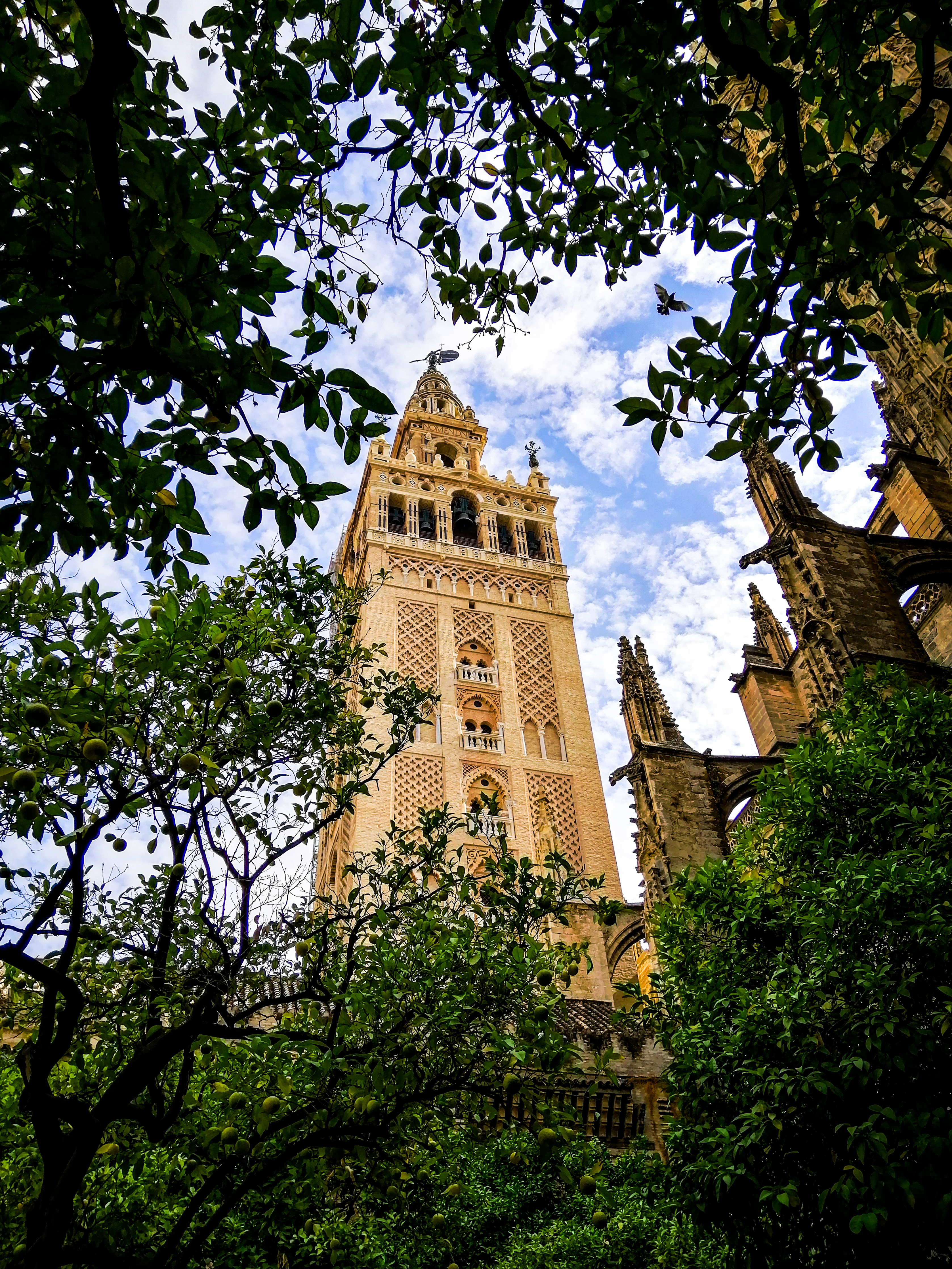
منارة الخيرالدا
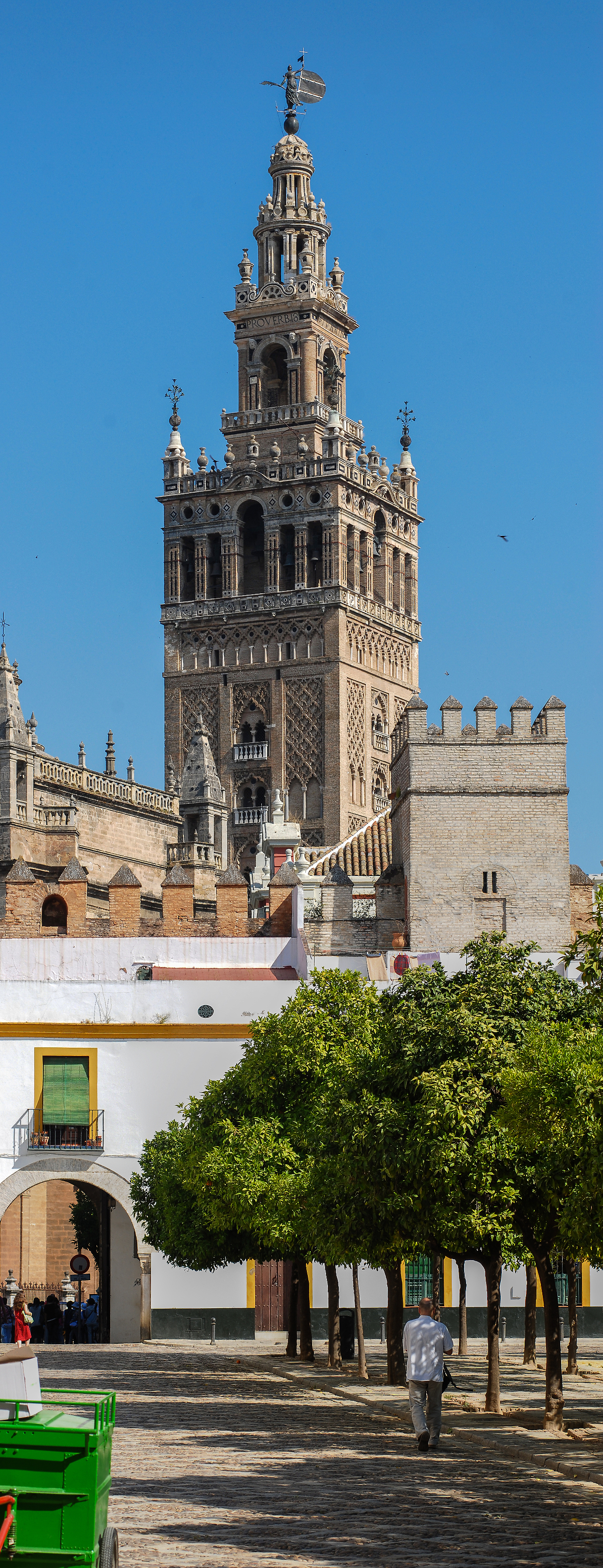
المئذنة كما ترى من Patio de Banderas
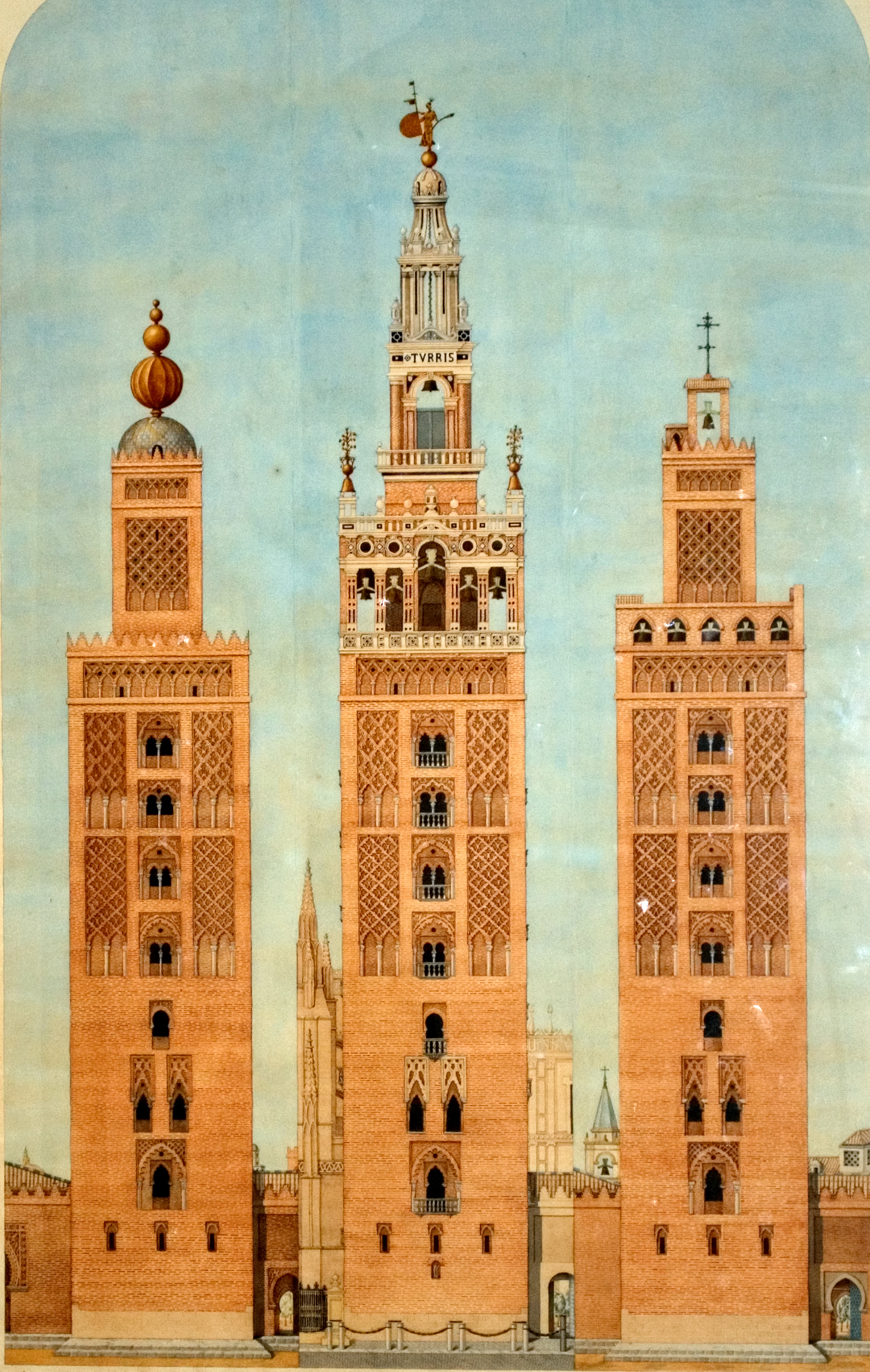
مراحل تغيير المئذنة لتكون برج أجراس الكتدرائية : العصر الإسلامي (يسار), العصر المسيحي (يمين), عصر النهضة (في الوسط)
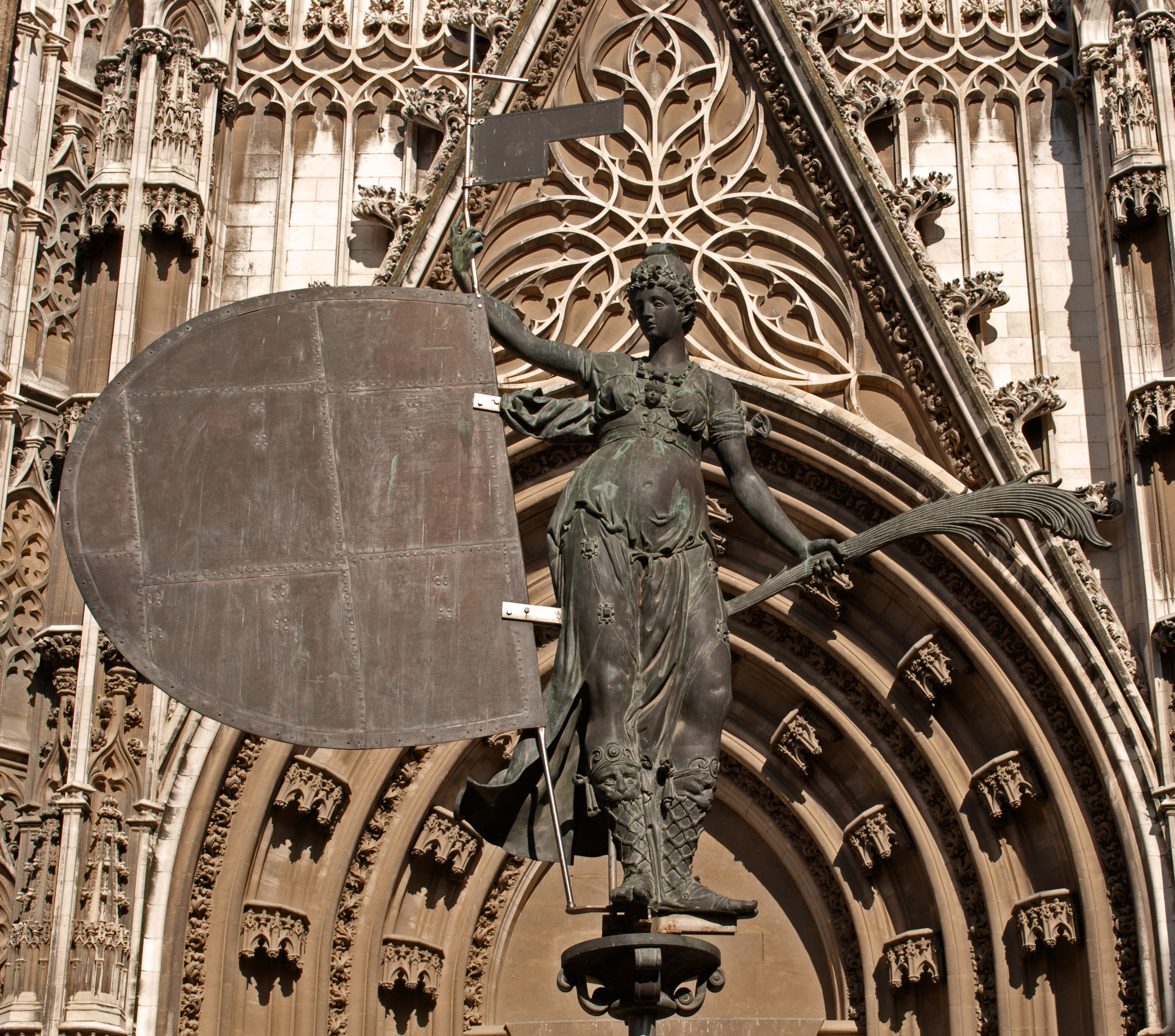
تمثال Giraldillo أعلى المئذنة
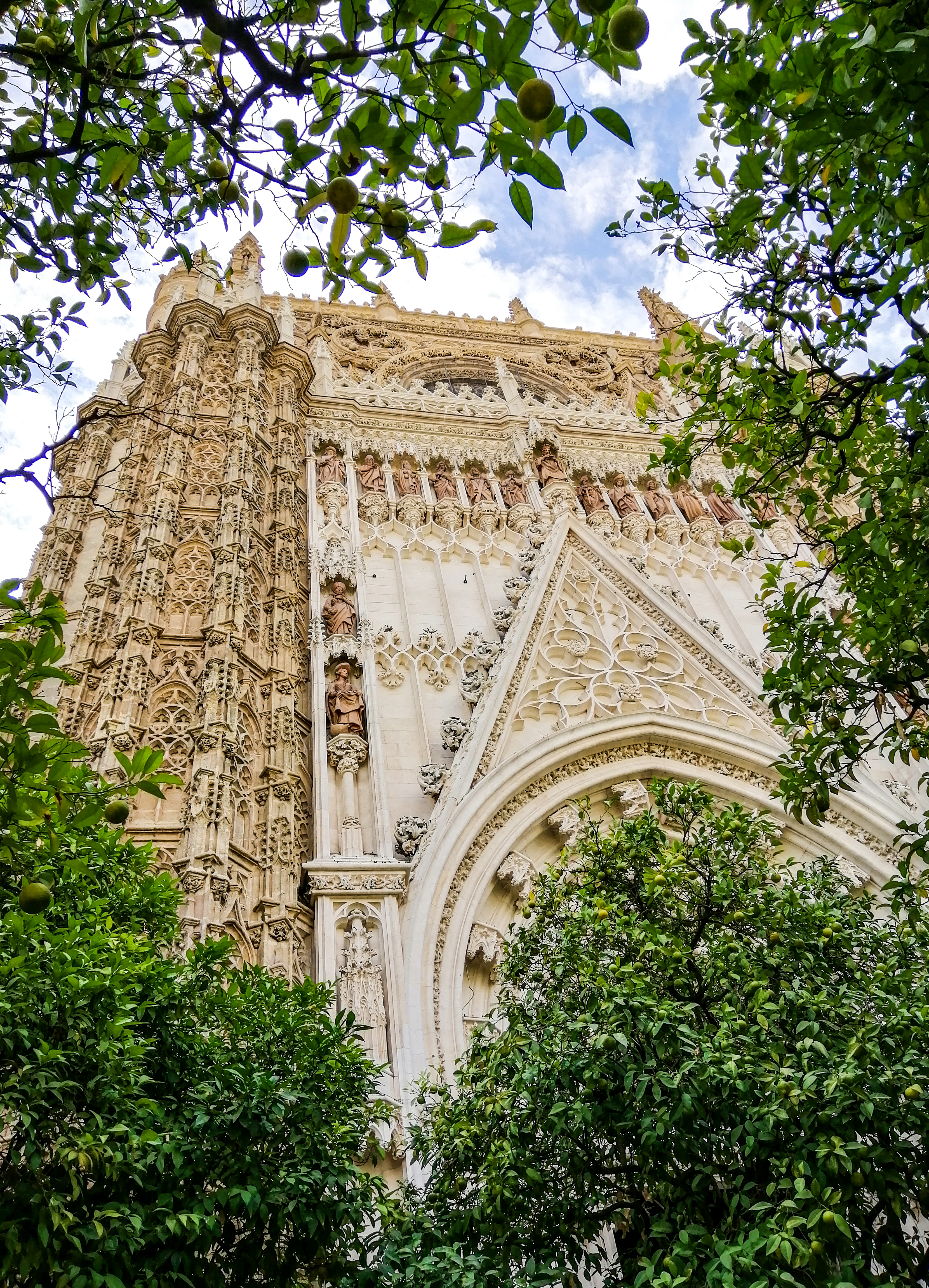
واجهة كاتدرائية إشبيلية
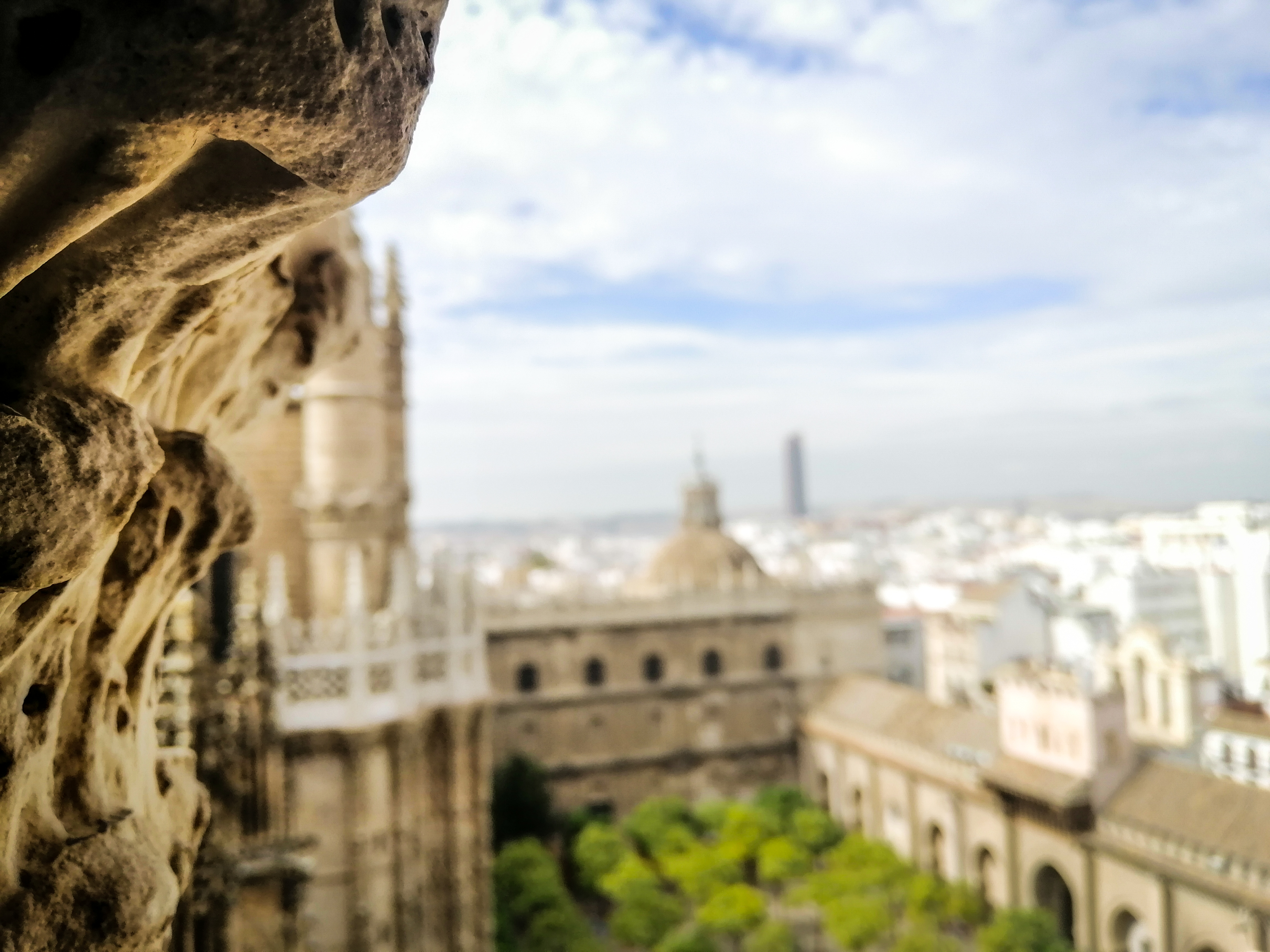
صحن الكاتدرائية من أعلى منارة الخيرالدا
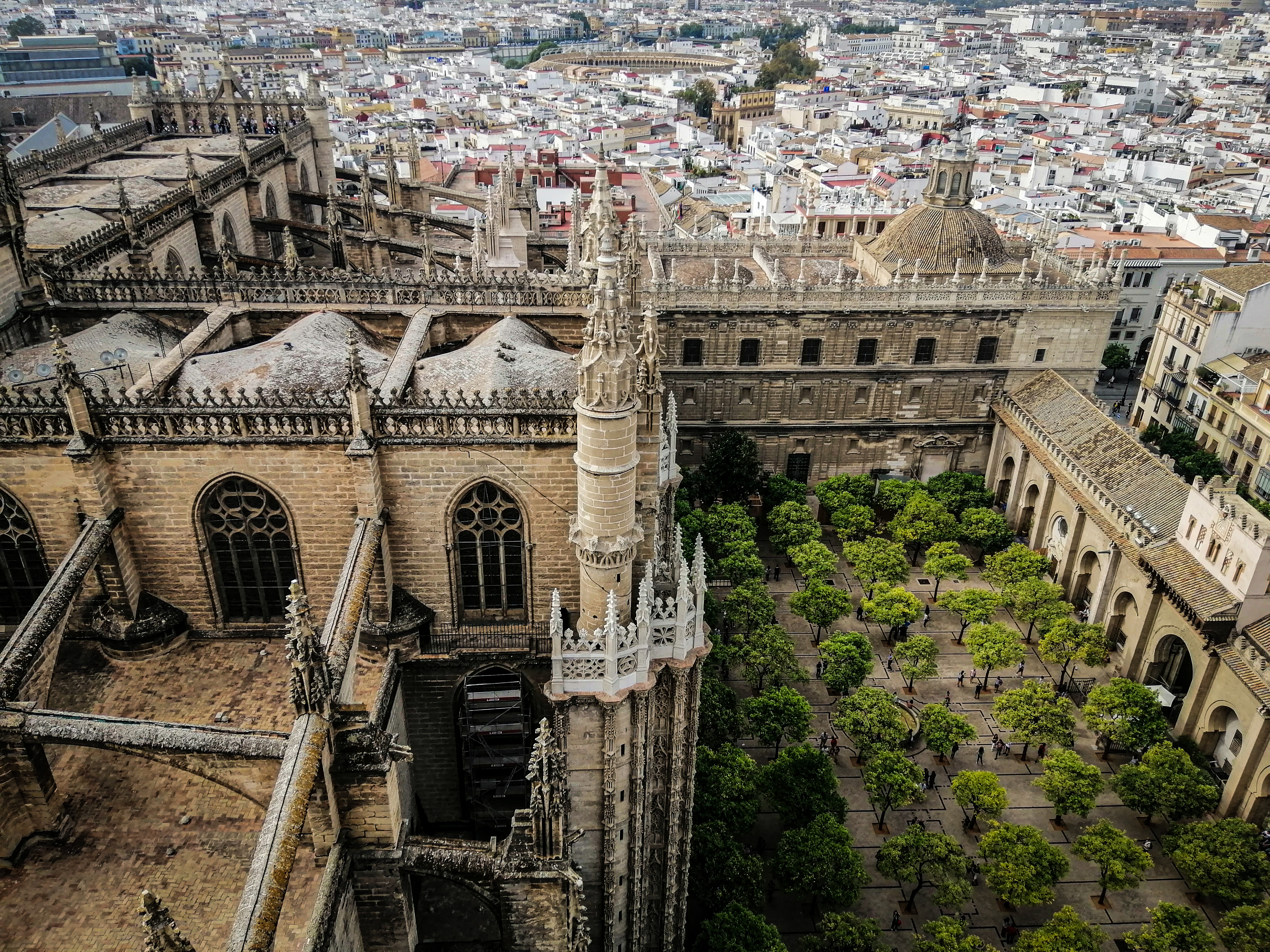
كاتدرائية اشبيلية
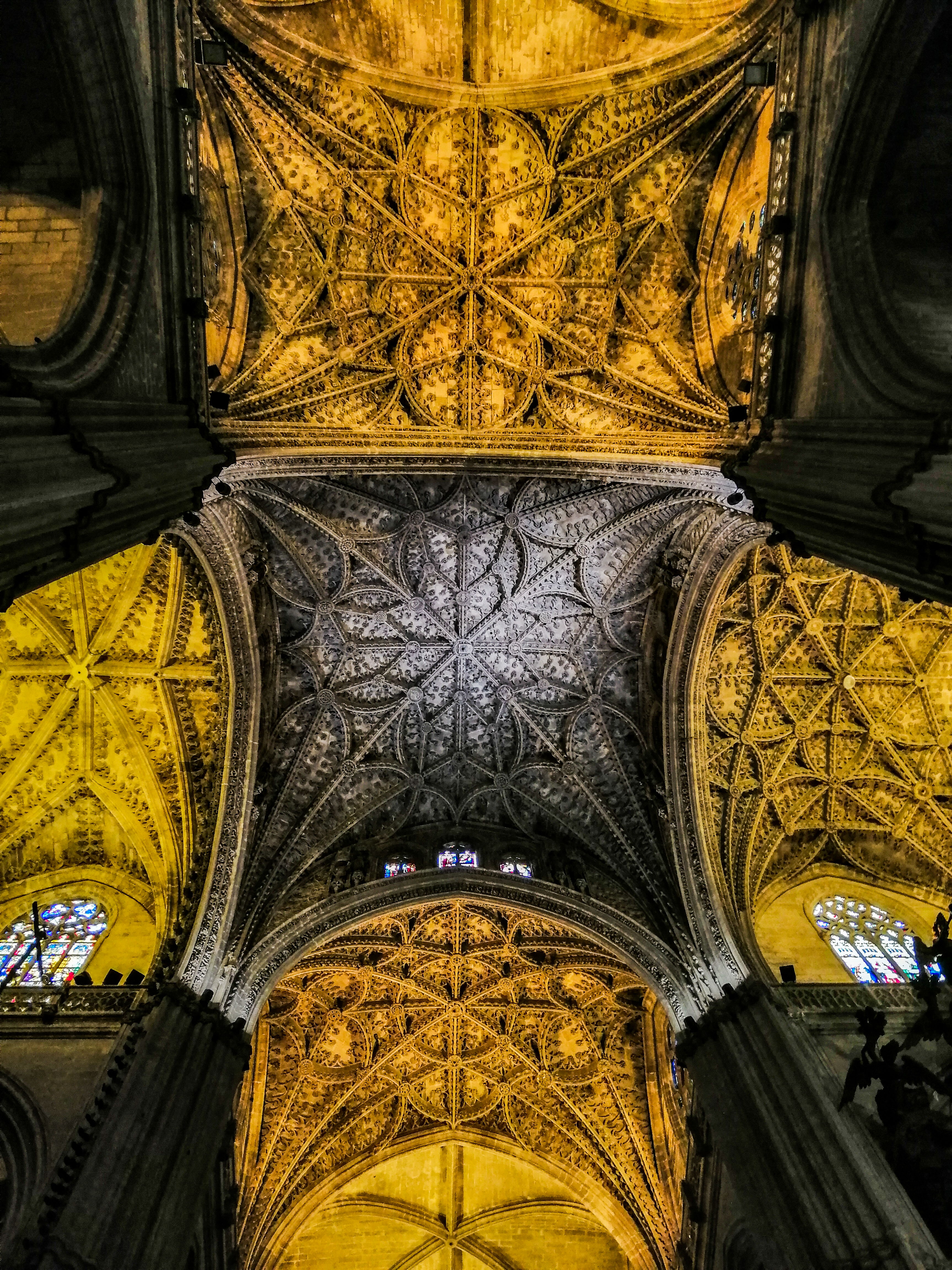
سقف الكاتدرائية المزخرف
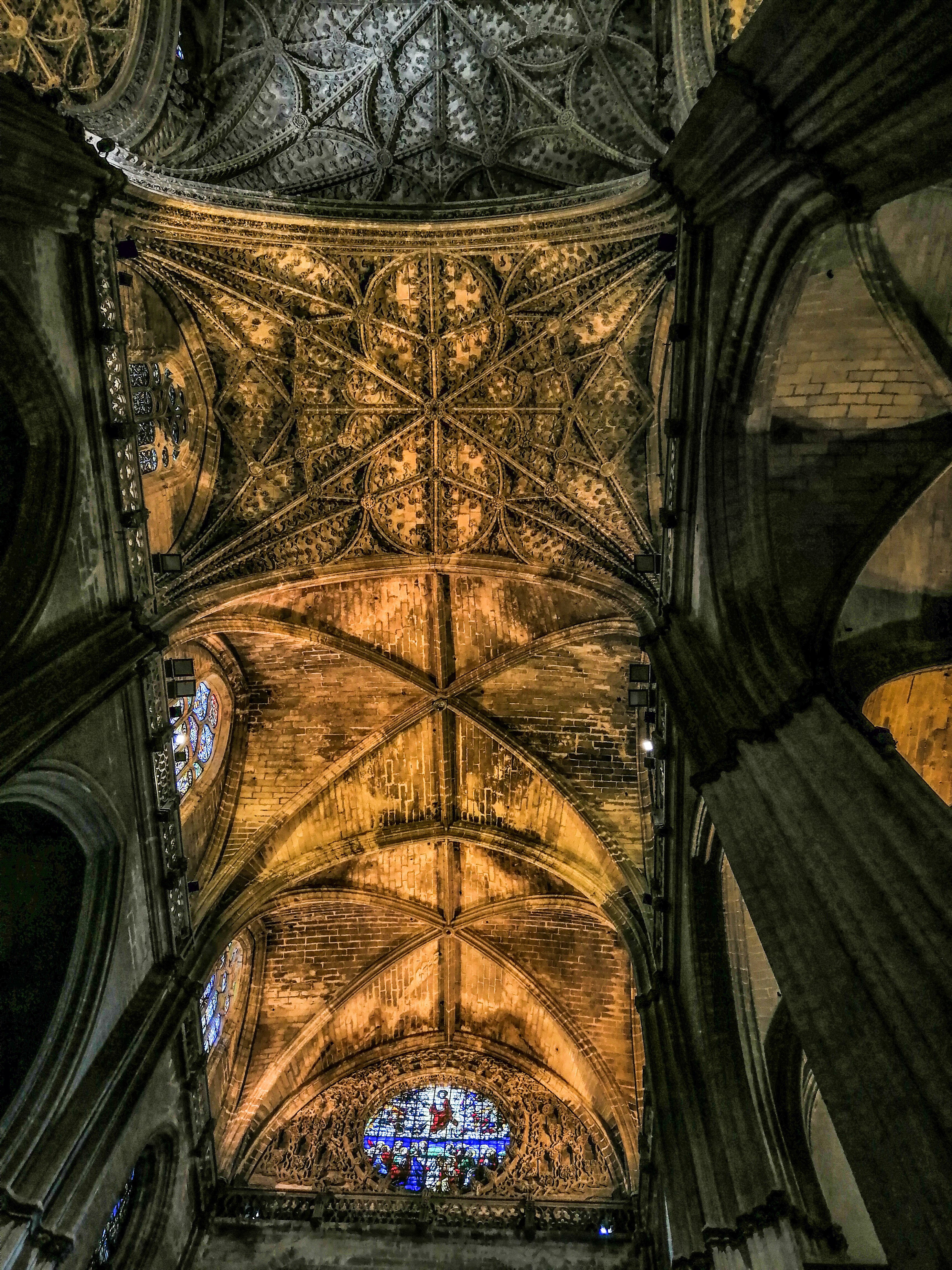
سقف الكاتدرائية المزخرف

## اللوحتان التذكاريتان
وضعت اللوحتان التذكاريتان في عام 1984 احتفالا بمرور 800 عام على بناء المئذنة التي أصبحت الخيرالده .

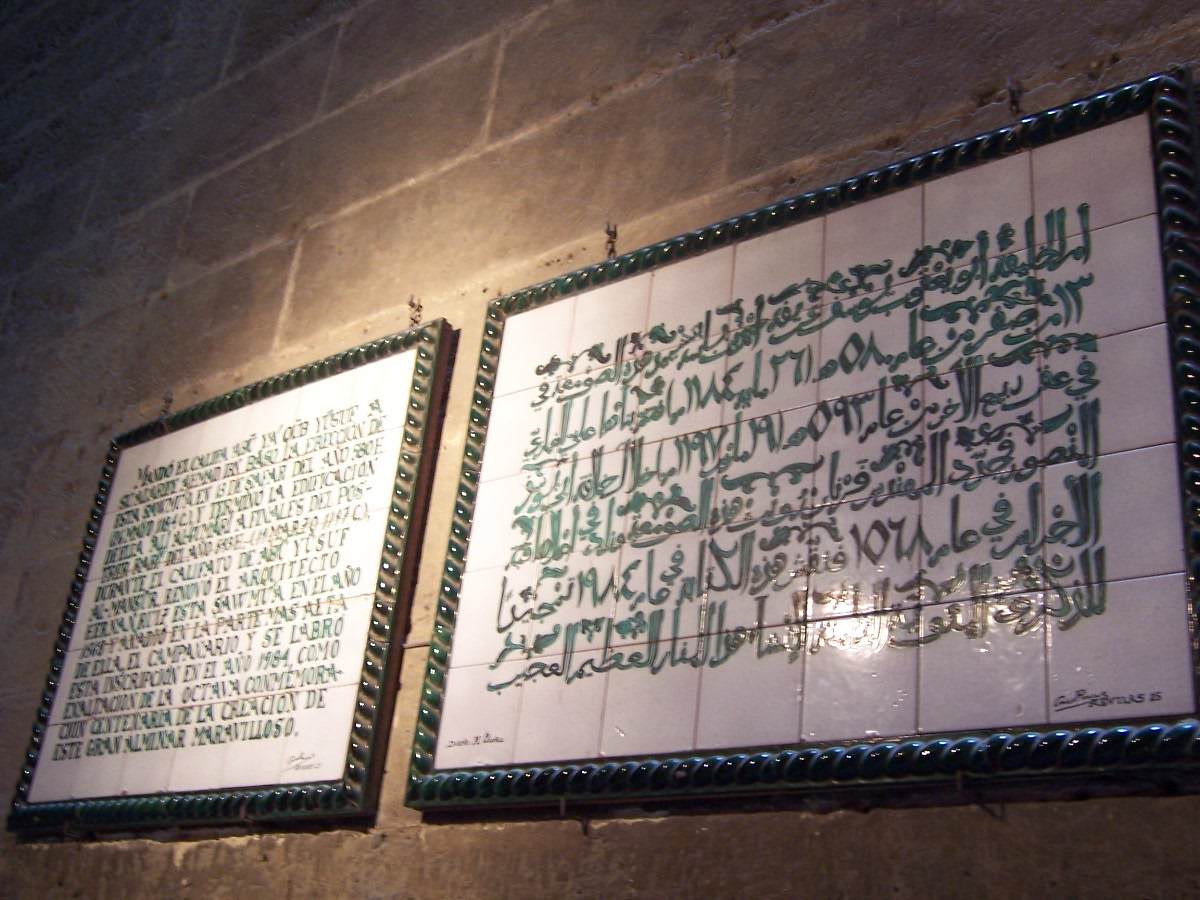
لوحتان تذكاريتان على مرور 800 سنة على إنشاء المئذنة.

## وصلات خارجية
- La Giralda de Sevilla en revista Alif Nûn nº 60, mayo de 2008.
- Giralda de Sevilla
- Guía de la Giralda